# Anna-Lisa Eriksson
Anna-Lisa Eriksson (n. 21 iunie 1928, Selångers parish⁠(d), Comitatul Västernorrland, Suedia – d. 26 mai 2012, Härnösands domkyrkoförsamling⁠(d), Comitatul Västernorrland, Suedia) a fost o schioară de fond ce a reprezentat Suedia, medaliată olimpică. A participat la o ediție a Jocurilor Olimpice (1956) în care a câștigat o medalie de bronz.

## Participări
Lista de mai jos prezintă principalele competiții la care a participat Anna-Lisa Eriksson de-a lungul carierei.
- cross-country skiing at the 1956 Winter Olympics – ladies' 3 × 5 kilometre relay[*]